# Salote Tupou III.

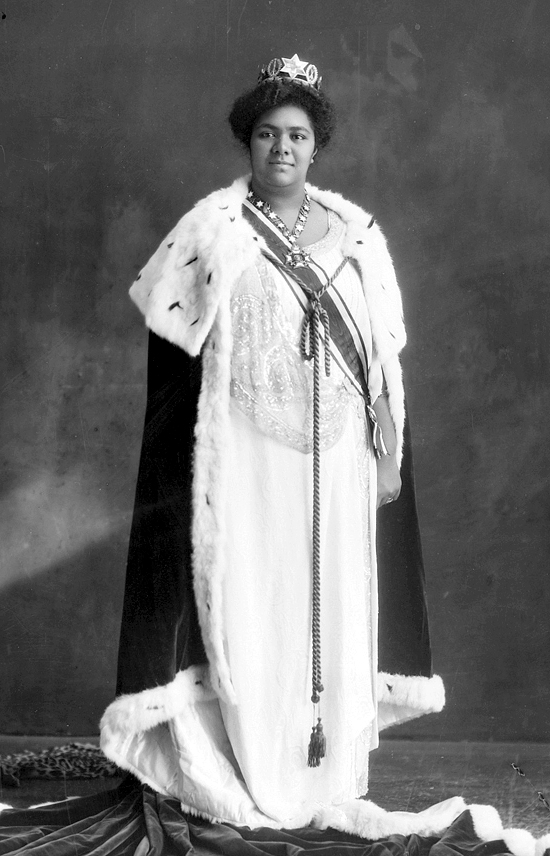
Krönung von Salote Tupou III. (1918)

Salote Tupou III. (voller Name: Sālote Mafileʻo Pilolevu Tupou III; * 13. März 1900 in Nukuʻalofa, Tonga; † 16. Dezember 1965 in Auckland, Neuseeland) war von 1918 bis zu ihrem Tod Königin des südpazifischen Königreichs Tonga.

## Leben
Sie war als Thronfolgerin unbeliebt, da man ihr vorwarf, dass ihre Mutter, Lavinia Veiongo, von wesentlich niedrigerer Geburt sei als ihr Vater George Tupou II. Doch auch aus der späteren Ehe mit der höherrangigen Anaseini Takipō entsprang kein männlicher Erbe. Salote genoss eine Ausbildung in Auckland, Neuseeland, und schickte darum auch selbst ihre Kinder zum Studium ins Ausland, nach Australien.
Im Jahr 1917 heiratete sie Viliami Tungi Mailefihi, einen wichtigen tongaischen Häuptling. Diese Ehe verband alle wichtigen historischen Häuptlingslinien und war damit der politische Schachzug, der Salotes Herrschaft sicherstellte. Der Ehe entsprangen drei überlebende Kinder:
- Siaosi Tāufaʻāhau Tupoulahi (1918–2006, der spätere König Taufaʻahau Tupou IV.)
- Uiliami Tukuʻaho (1919–1936)
- Sione Ngū Manumataongo (der spätere Tuʻipelehake Fatafehi)

Nach dem Tod des Vaters bestieg sie 1918 den Thron des Inselreiches, das unter dem Schutz des Britischen Empires stand. Bekannt wurde sie durch ihre Unterstützung britischer Archäologen und Historiker, durch eigene Schriften traditioneller Form, sowie durch Reformen in ihrem Königreich. Sie war 1924 Gründerin der Freien Wesleyanischen Kirche von Tonga.
Salote führte Tonga durch den Zweiten Weltkrieg und erklärte 1940 Deutschland und 1941 nach dem Angriff auf Pearl Harbor auch Japan den Krieg. Sie stellte Großbritannien die Ressourcen Tongas zur Verfügung und unterstützte die Alliierten während des gesamten Krieges. Die tonganischen Truppen kämpften im Rahmen des Feldzugs auf den Salomonen gegen die Japaner, auch auf Guadalcanal.
Besondere mediale Aufmerksamkeit erregte 1953 ihr Besuch Londons anlässlich der Krönung von Elisabeth II. Als einzige Person innerhalb des Britischen Empires war Salote ebenfalls Königin. Neben der strengen Beachtung ihrer Sitten trug auch ihr Erscheinungsbild zu der Aufmerksamkeit bei: Sie war 1,91 Meter groß und überragte damit den Großteil der Festgäste.
Sie starb am 16. Dezember 1965 in Auckland, Neuseeland im Auckland City Hospital nach längerer Krankheit.

## Galerie

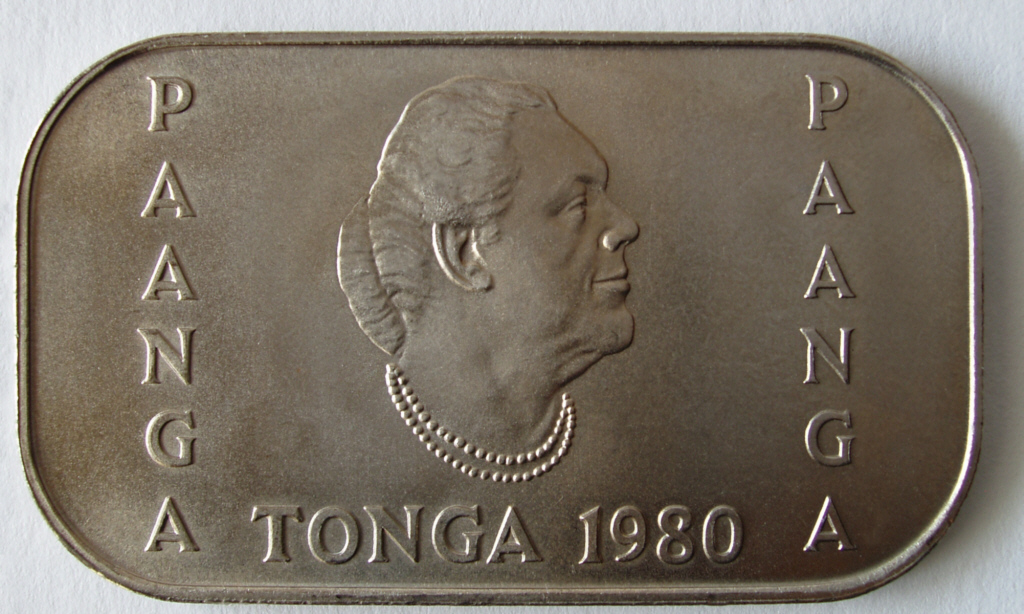
Porträt auf einer Münze aus Tonga
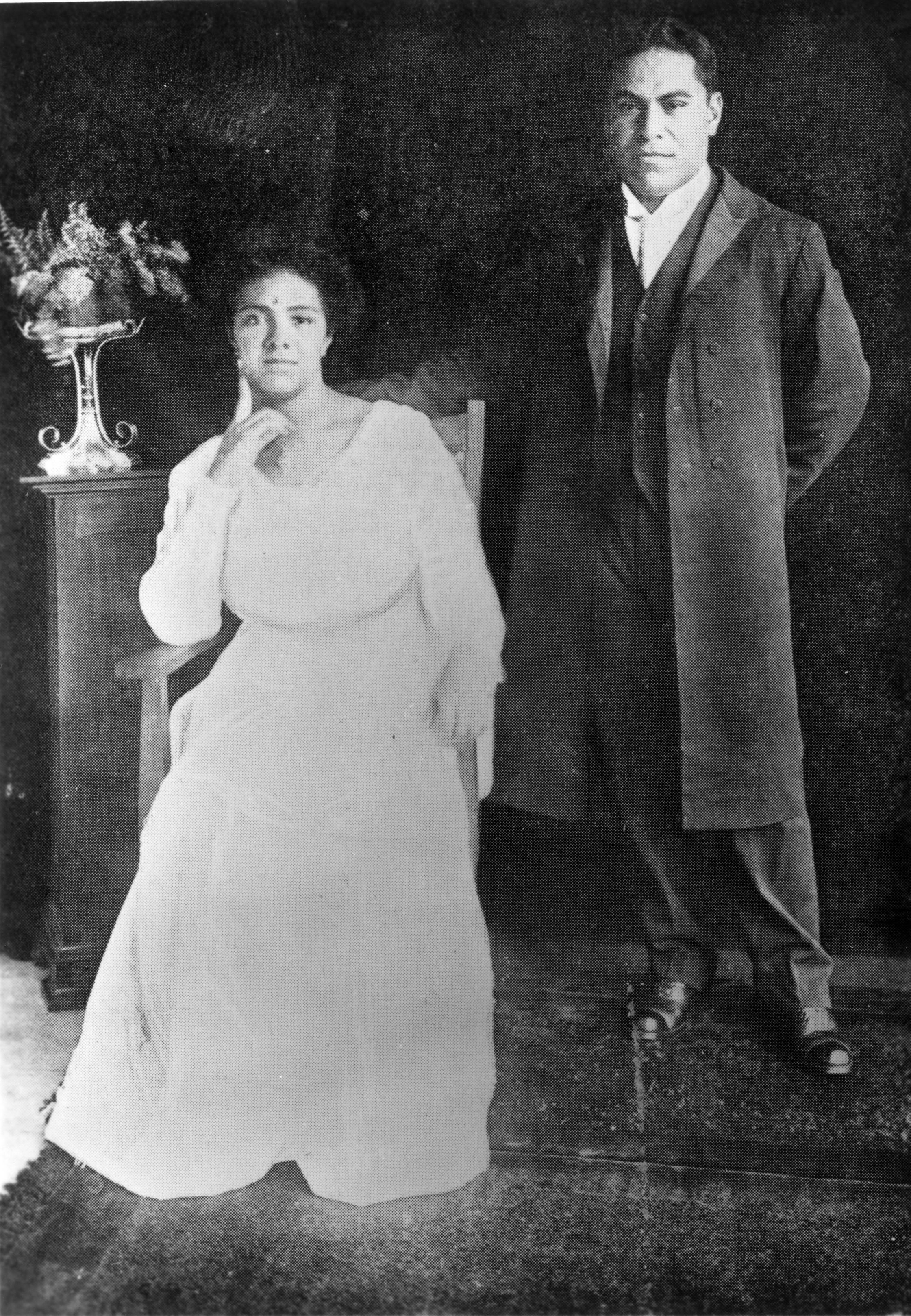
Porträt mit Ehemann 1917
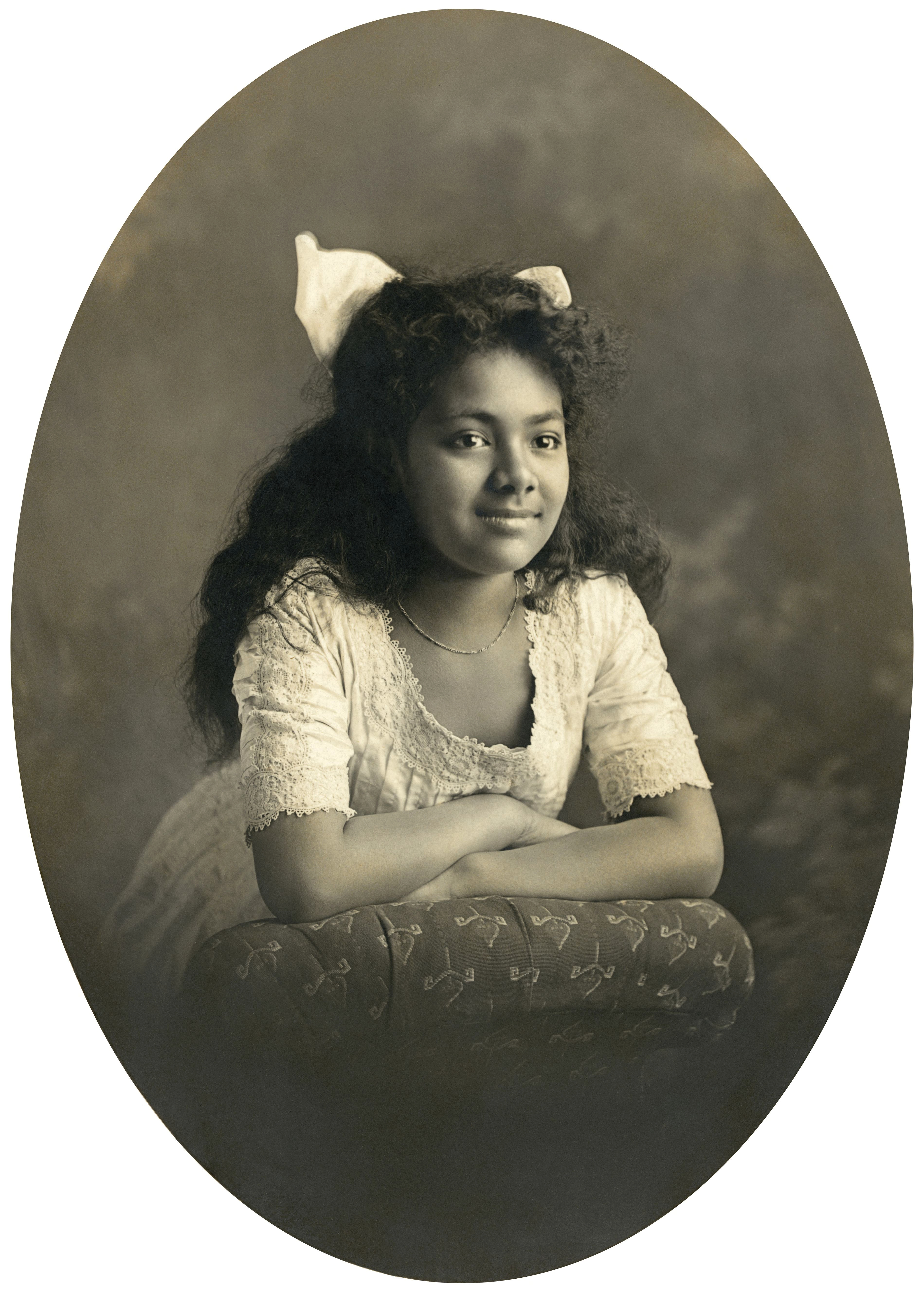
Kindheitsporträt 1908